# Markau (Dähre)
Markau ist ein Ortsteil der Gemeinde Dähre im Altmarkkreis Salzwedel in Sachsen-Anhalt.

## Geographie
Das Dorf Markau liegt im nordwestlichen Teil der Altmark sieben Kilometer nordwestlich von Dähre und rund 25 Kilometer westlich der Kreisstadt Salzwedel am Grabower Graben, der in die Salzwedeler Dumme mündet.. Im Südwesten des Dorfes liegt der etwa 103 Meter hohe Markauer Berg. Der Friedhof liegt im Westen des Dorfes am Waldrand.
Die Landesgrenze zwischen Sachsen-Anhalt und Niedersachsen ist rund drei Kilometer entfernt.
Nachbarorte sind Schmölau im Westen, Holzhausen im Norden, Wiewohl und Lagendorf im Nordosten und Bonese im Osten.

## Geschichte

### Mittelalter bis Neuzeit
Der Ort war ursprünglich ein rudimentäres Angerdorf.
Das Dorf Markau wird Im Jahre 1242 erstmals als villa Merkow erwähnt und gehörte dem Kloster Diesdorf. Weitere Nennungen sind 1458 dath dorp merkow, 1585 Dorff Marckaw, 1687 Merckow und 1804 Marckau.
Im Süden des Ortes war eine Ziegelei. Durch seine Lage nahe der innerdeutschen Grenze befand sich der Ort innerhalb der ab 1954 eingerichteten 5-km-Sperrzone und verfiel zunehmend. Im Zuge der Wende erhielten die rechtmäßigen Eigentümer nach 1990 ihre Liegenschaften zurück und einige Jahre später waren alle Häuser im Ort wieder bewohnt.

### Herkunft des Ortsnamens
Aleksander Brückner leitet den Ortsnamen Marckau vom Altslavischen Wörtern „mrьkаtі“ für „dunkeln“ und „mrakь“ für „Dunkelheit“ ab.

### Eingemeindungen
Markau gehörte ursprünglich zum Salzwedelischen Kreis der Mark Brandenburg in der Altmark. Von 1807 bis 1813 lag es im Kanton Diesdorf auf dem Territorium des napoleonischen Königreichs Westphalen. Nach weiteren Änderungen kam es 1816 in den Kreis Salzwedel, den späteren Landkreis Salzwedel im Regierungsbezirk Magdeburg in der Provinz Sachsen in Preußen.
Am 1. April 1938 wurden die Gemeinden Markau und Holzhausen im Landkreis Salzwedel zu einer Gemeinde Markhausen zusammengeschlossen. Diese Gemeinde Markhausen wurde wieder aufgelöst, als am 20. Juli 1950 die Gemeinden Markhausen und Wiewohl zur Gemeinde Holzhausen zusammengeschlossen wurden. Am 1. Januar 1991 wurde die Gemeinde Holzhausen aus dem Kreis Salzwedel in die Gemeinde Lagendorf eingemeindet.
Der Gemeinderat Lagendorf beschloss am 8. Mai 2008 die Auflösung der Gemeinde und die Vereinigung mit den Gemeinden Bonese und Dähre zur neuen Gemeinde mit dem Namen Dähre. Dieser Vertrag trat am 1. Januar 2009 in Kraft.
So kam der Ortsteil Markau am 1. Januar 2009 zur Gemeinde Dähre.

### Einwohnerentwicklung
| Jahr | Einwohner |
| ---- | --------- |
| 1734 | 33        |
| 1774 | 44        |
| 1789 | 56        |
| 1798 | 42        |
| 1801 | 45        |
| 1818 | 40        |

| Jahr | Einwohner |
| ---- | --------- |
| 1840 | 73        |
| 1864 | 83        |
| 1871 | 87        |
| 1885 | 84        |
| 1892 | [00]91    |
| 1895 | 84        |

| Jahr | Einwohner |
| ---- | --------- |
| 1900 | [00]092   |
| 1905 | 091       |
| 1910 | [00]101   |
| 1925 | 086       |
| 1939 | 179       |
| 2015 | [00]052   |

| Jahr | Einwohner |
| ---- | --------- |
| 2018 | [00]51    |
| 2020 | [00]50    |
| 2021 | [00]50    |
| 2022 | [00]45    |
| 2023 | [0]49     |

Quelle, wenn nicht angegeben, bis 1939:

## Religion
Die evangelischen Christen aus Markau gehörten ursprünglich zur Kirchengemeinde Diesdorf und etwa Anfang des 20. Jahrhunderts zur Kirchengemeinde Lagendorf, die zur Pfarrei Lagendorf gehörte. Seit 2003 gehört die Kirchengemeinde Lagendorf zum Kirchspiel Dähre-Lagendorf und heute auch zum Pfarrbereich Osterwohle-Dähre des Kirchenkreises Salzwedel im Bischofssprengel Magdeburg der Evangelischen Kirche in Mitteldeutschland.

## Wirtschaft und Infrastruktur
Dominierend ist die Landwirtschaft. Außerdem ist eine Baufirma im Ort ansässig.